# Funia (film)
Funia (în engleză Rope) este un film thriller american din 1948 regizat de Alfred Hitchcock. Este considerat un clasic al genului. Rolurile principale sunt interpretate de actorii James Stewart, John Dall și Farley Granger. A fost realizat de studiourile Transatlantic Pictures, fiind distribuit de Warner Bros. Se află, în prezent, în domeniul public. Filmul prezintă săvârșirea de către doi tineri a unei „crime perfecte”, urmată de o petrecere organizată imediat chiar în jurul cufărului în care fusese depozitată victima. 

## Distribuție

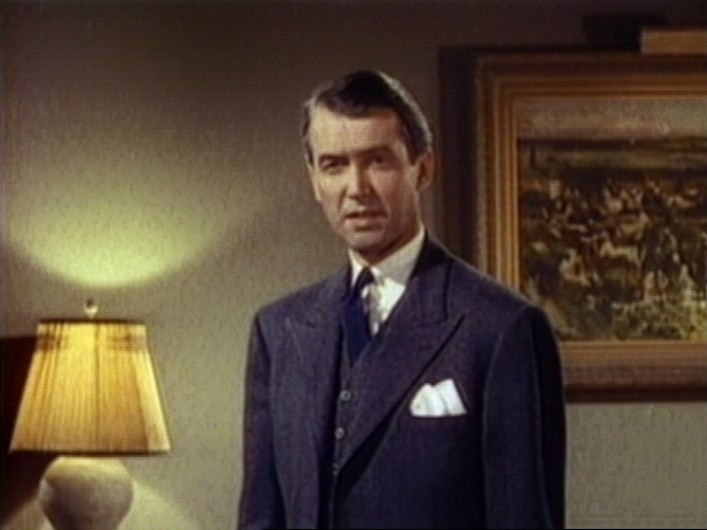
James Stewart ca Rupert Cadell
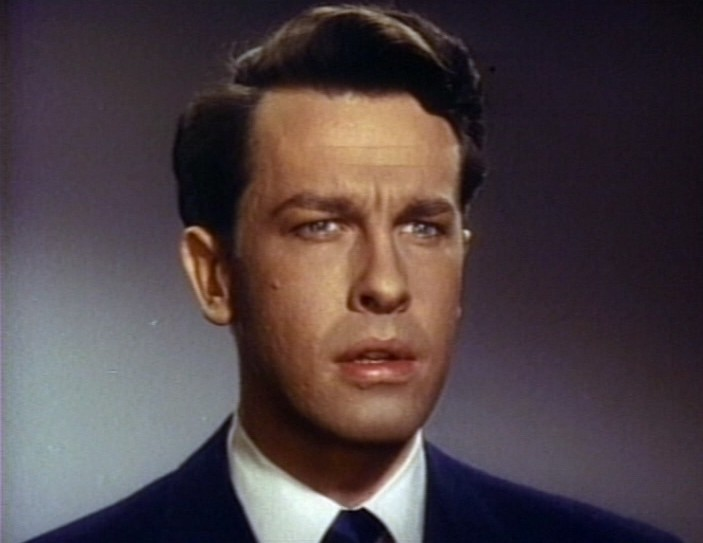
John Dall ca Brandon Shaw
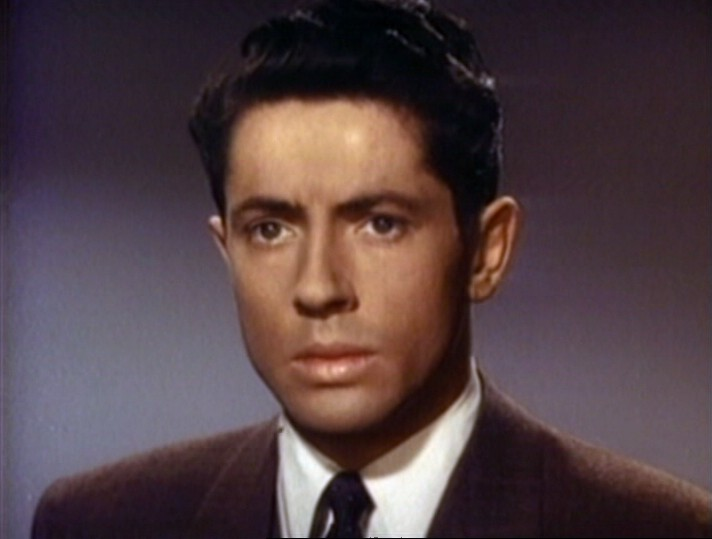
Farley Granger ca Phillip Morgan
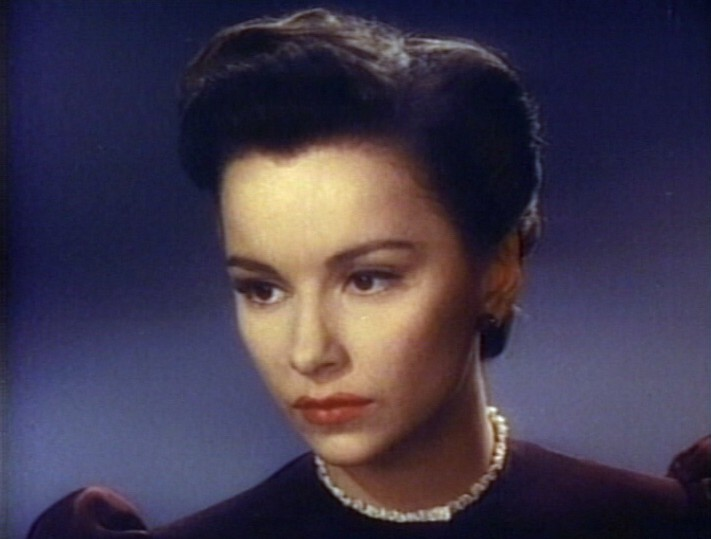
Joan Chandler ca Janet Walker
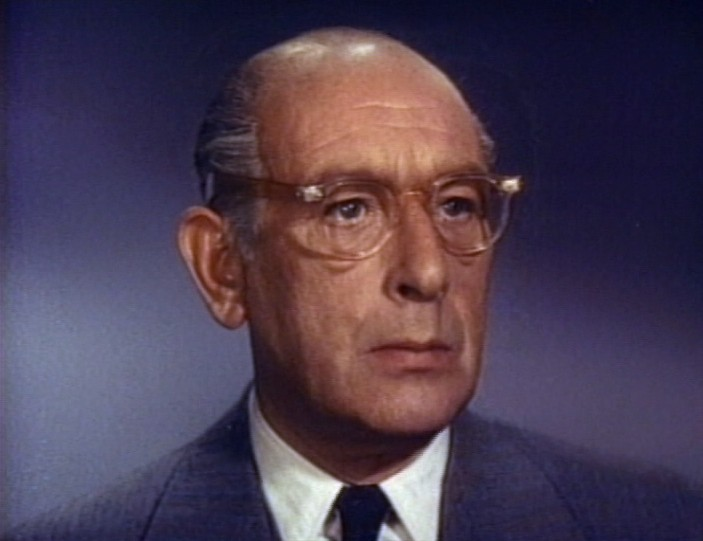
Cedric Hardwicke ca dl Henry Kently
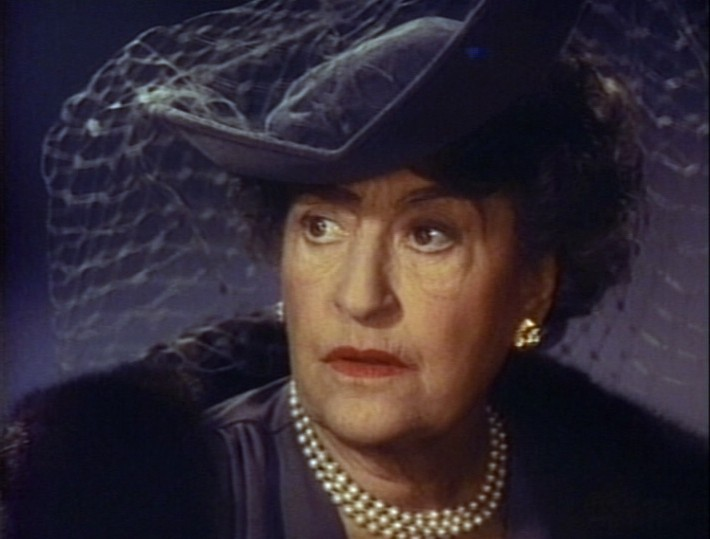
Constance Collier ca dna Anita Atwater
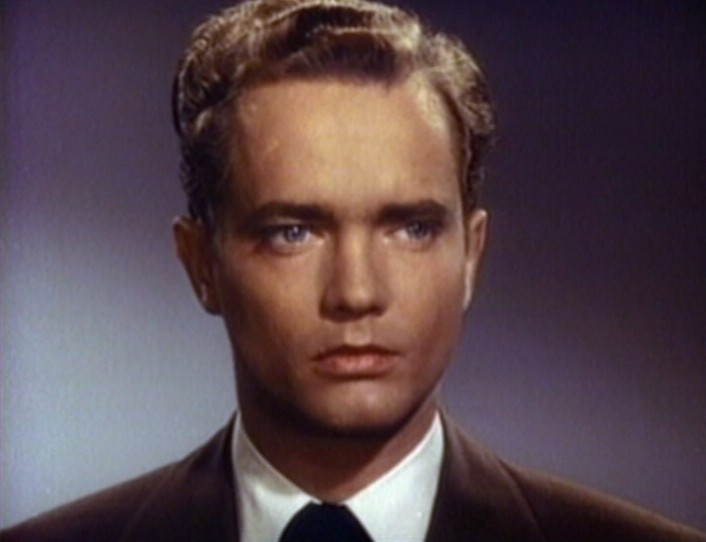
Douglas Dick ca Kenneth Lawrence
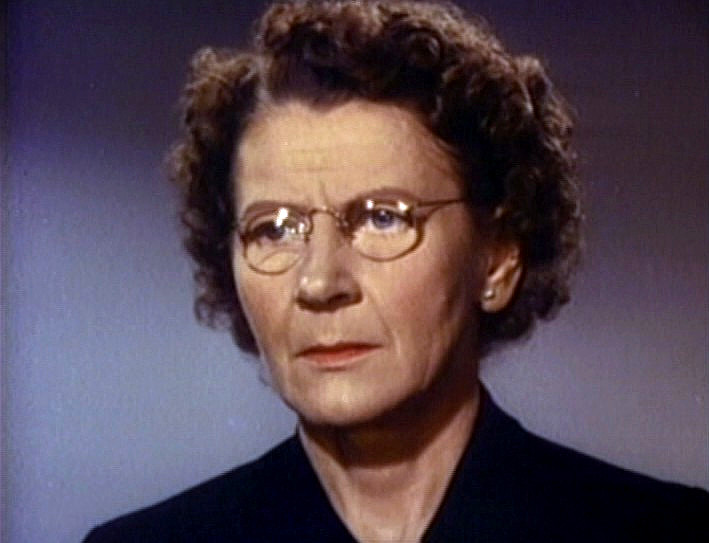
Edith Evanson ca dna Wilson
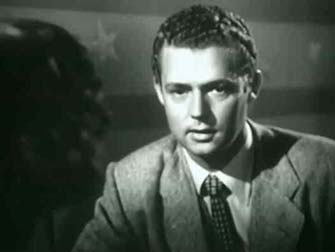
Dick Hogan ca David Kentley